# Kristjan Palusalu

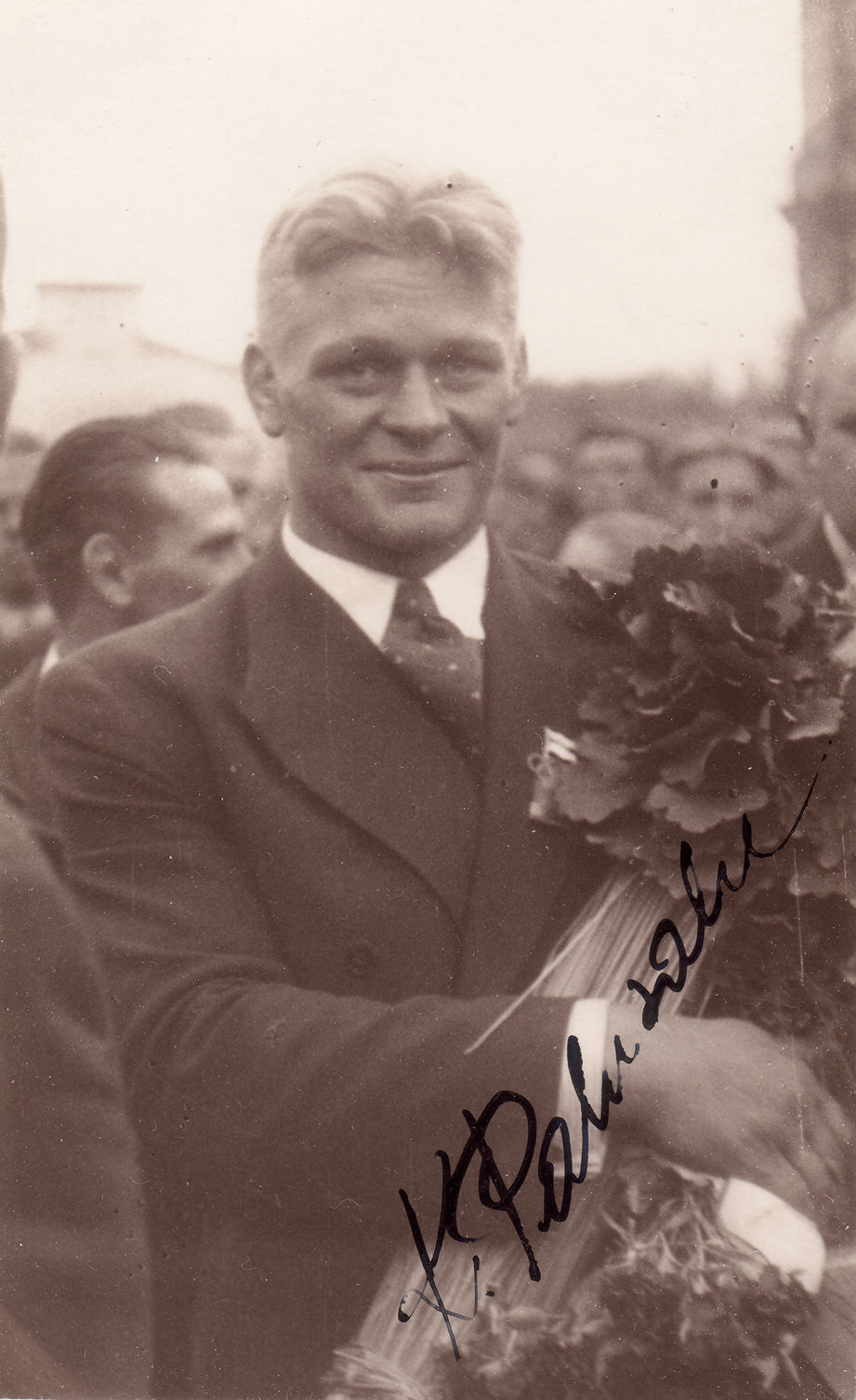
Kristjan Palusalu

Kristjan Palusalu, ursprünglich bis 1935 Kristjan Trossmann, (* 26. Februarjul. / 10. März 1908greg. im Dorf Saulepi, heute Landgemeinde Varbla; † 17. Juli 1987 in Tallinn, Sowjetunion) war ein estnischer Ringer.

## Leben und Sport bis 1939
Kristjan Palusalu wuchs in seinem Geburtsort auf und betätigte sich als Jugendlicher mit Turnern, Gewichtheben und Leichtathletik. 1929 wurde er zur Militärpolizei in Suurupi bei Tallinn einberufen, wo er mit dem Ringen begann. Er fand Gefallen daran und hatte bei einer Größe von 1,84 Metern und einem Gewicht von ca. 100 kg die besten Voraussetzungen für einen guten Schwergewichtler. Im Laufe seiner Karriere steigerte er sein Gewicht noch auf ca. 115 kg. Er trat dem Ringerklub Sport Tallinn bei und wurde dort von Anton Ohakas trainiert.
Bereits 1929 startete er bei den estnischen Meisterschaften im freien Stil, blieb dabei aber nach Niederlagen gegen Olaf Luiga und Otto Viikberg noch unplatziert. Genauso erging es ihm bei der estnischen Meisterschaft 1930 im griechisch-römischen Stil, wo er wieder gegen Luiga und Viikberg verlor. Bei der estnischen Meisterschaft 1930 im freien Stil belegte er dann im Schwergewicht u. a. mit Siegen über Arnold Luhaäär und Alexander Köllot und Niederlagen gegen Olaf Luiga und Otto Viikberg den 3. Platz und gewann damit seine erste Medaille bei einer wichtigen Meisterschaft.
Den 3. Platz belegte er auch bei der estnischen Meisterschaft 1931 im griechisch-römischen Stil. Dabei besiegte er u. a. Alexander Köllot, Olaf Luiga und Eduard Männiko, verlor aber gegen Arnold Luhaäär. Im gleichen Jahr wurde er in Riga bei einem Länderkampf Estland gegen Lettland eingesetzt und besiegte dabei Albert Zvejnieks. Bei einem Doppel-Länderkampf gegen Finnland 1931 in Tallinn besiegte er Väinö Leitise, unterlag aber dem routinierten Edil Rosenqvist.
1932 wurde Kristjan Palusalu in beiden Stilarten estnischer Meister. Im Frühjahr 1932 fand in Stockholm zur Vorbereitung auf die Olympischen Spiele in Los Angeles ein 4-Länderkampf mit Schweden, Estland, Ungarn und Deutschland statt. Kristjan Palusalu vertrat dabei die estnischen Farben im Schwergewicht. Er musste dabei noch seiner relativen Unerfahrenheit im internationalen Ringen Tribut zahlen, denn er verlor gegen Raymund Badó aus Ungarn, Georg Gehring aus Deutschland und Carl Westergreen aus Schweden, alles Schwergewichtsringer mit großen internationalen Erfolgen. Zu den Olympischen Spielen 1932 in Los Angeles entsandte Estland keine Ringer.
1933 wurde Kristjan Palusalu wieder estnischer Meister in beiden Stilarten. Bei einem Länderkampf zwischen Lettland und Estland in Riga wurde er wieder Sieger über Albert Zvejnieks. 1933 startete er dann erstmals bei einer Europameisterschaft. Diese fand im griechisch-römischen Stil in Helsinki statt. Im Schwergewicht waren nur vier Ringer am Start. Kristjan Palusalu verlor gegen Carl Westergreen und Kurt Hornfischer aus Deutschland und belegte den 4. Platz.
1934 verlor Kristjan Palusalu in Helsinki in einem Länderkampf gegen Finnland gegen Arvo Niemelä nach Punkten. Im gleichen Jahr wurde er im Endkampf der estnischen Meisterschaft im griechisch-römischen Stil von Nikolai Karklin geschlagen und belegte deshalb nur den 2. Platz. Das war die letzte Niederlage, die er in seiner Karriere von einem estnischen Ringer hinnehmen musste.
1935 besiegte er in Tallinn in einem Länderkampf gegen Finnland Hjalmar Nyström nach Punkten.
An den Europameisterschaften der Jahre 1934 in Rom (GR) und Stockholm (F) und 1935 in Kopenhagen (GR) und Brüssel (F) nahm Estland, wohl aus wirtschaftlichen Gründen, nur mit wenigen Aktiven teil. Kristjan Palusalu war bei keiner davon am Start.
1936 wurde Kristjan Palulalu wieder estnischer Meister in beiden Stilarten. Bei den Olympischen Spielen 1936 in Berlin waren dann estnische Ringer wieder am Start. Kristjan Palusalu vertrat dabei Estland im Schwergewicht in beiden Stilarten und war in Berlin in der Form seines Lebens. Vom 2. August bis zum 4. August 1936 fanden die Kämpfe im freien Stil statt. Er besiegte dabei Josef Klapuch aus der Tschechoslowakei, Robert Herland aus Frankreich, Mehmet Çoban aus der Türkei, Werner Bürki aus der Schweiz und Hjalmar Nyström aus Finnland und gewann damit seine erste Goldmedaille. Bei den Wettkämpfen im griechisch-römischen Stil, die vom 6. August bis 9. August 1936 stattfanden, besiegte er Eduard Schöll aus Österreich, Zoltan Kondorossy aus Rumänien, John Nyman aus Schweden, Mehmet Coban und den dreifachen Europameister (1933 bis 1935) Kurt Hornfischer aus Deutschland und gewann seine zweite Goldmedaille.
Kristjan Palusalu war damit der erfolgreichste Sportler seines Heimatlandes der Zwischenkriegszeit. Bei der Eröffnungsfeier der Spiele 1936 trug er die estnische Fahne ins Olympiastadion.
1937 wurde er wieder estnischer Meister in beiden Stilarten. Im griechisch-römischen Stil besiegte er dabei Johannes Kotkas, der einmal sein Nachfolger werden sollte. In diesem Jahr startete er auch bei der Europameisterschaft im griechisch-römischen Stil in Paris. Er holte sich dort mit Siegen über Georg Gehring, Deutschland, Gyula Bobis, Ungarn, Léon Charlier, Belgien, Robert Herland, John Nyman und Josef Klapuch in überlegenem Stil den Titel. Bei der Europameisterschaft 1937 im freien Stil in München, wo Kurt Hornfischer gewann, war er nicht am Start.
Am 7. Januar 1938 erlitt Kristjan Palusalu in einem Kampf in Tallinn eine schwere Schultergelenk-Verletzung. Er erholte sich davon jedoch zunächst wieder und besiegte am 14. März 1938 in Helsinki in einem Länderkampf gegen Finnland Arvo Niemelä. Im gleichen Monat wurde er auch wieder estnischer Meister im griechisch-römischen Stil vor Johannes Kotkas und Nikolai Karklin.
Kurz danach verletzte er sich aber erneut an der Schulter. Die Verletzung stellte sich als so schwer heraus, dass er seine Ringer-Karriere beenden musste.

## Nach dem Ringen
Nachdem Estland 1940 aufgrund des deutsch-sowjetischen Nichtangriffspakts  von der Sowjetunion annektiert wurde, arbeitete Palusalu zunächst weiter als Gefängniswärter im Zentralgefängnis in Tallinn, wurde dann aber „während des alten Regimes als Diener“ entlassen und zog dann auf seinen Hof.
Er wurde im Sommer 1941 für die Rote Armee mobilisiert, aber im Herbst 1941 mit anderen Esten von der Front abgeführt und in ein Arbeitslager in der Oblast Archangelsk gebracht. Der nach einem Fluchtversuch zum Tode verurteilte Mann erklärte sich bereit, als „Freiwilliger“ an die Front gegen Finnland zu gehen, wo es ihm im Herbst 1941 gelang, auf die finnische Seite zu wechseln.
Zum Jahreswechsel 1941/42 wurde er aus Finnland als Kriegsgefangener in seine bis 1944 vom Großdeutschen Reich besetzte Heimat geschickt. Nach der Invasion der UdSSR und der Besetzung Estlands 1944 wurde Palusalu 1945/46 inhaftiert. Im besetzten und annektierten Estland arbeitete er zunächst als Bauarbeiter, durfte dann aber Ringertrainer werden.
Da Palusalu der erfolgreichste estnische Sportler der Zwischenkriegszeit war und sein Schicksal das Leiden seines Volkes unter sowjetischer Herrschaft zeigt, ist er bis heute einer der beliebtesten estnischen Sportler geblieben. Einer Version zufolge ist der bronzene Soldat des umstrittenen Kriegerdenkmals von Tallinn Kristjan Palusalu nachempfunden.

## Internationale Erfolge
| Jahr | Platz | Wettbewerb     | Stilart | Gewichtsklasse | Ergebnisse |
| 1933 | 4.    | EM in Helsinki | GR      | Schwer         | nach Niederlagen gegen Carl Westergreen, Schweden und Kurt Hornfischer, Deutschland                                                                     |
| 1936 | Gold  | OS in Berlin   | F       | Schwer         | nach Siegen über Josef Klapuch, Tschechoslowakei, Robert Herland, Frankreich, Mehmet Çoban, Türkei, Werner Bürki, Schweiz und Hjalmar Nyström, Finnland |
| 1936 | Gold  | OS in Berlin   | GR      | Schwer         | nach Siegen über Eduard Schöll, Österreich, Zoltan Kondorossy, Rumänien, John Nyman, Schweden, Mehmet Coban und Kurt Hornfischer, Deutschland           |
| 1937 | 1.    | EM in Paris    | GR      | Schwer         | nach Siegen über Georg Gehring, Deutschland, Gyula Bóbis, Ungarn, Léon Charlier, Belgien, Robert Herland, John Nyman und Josef Klapuch                  |

Erläuterungen
- OS = Olympische Spiele, EM = Europameisterschaft
- F = freier Stil, GR = griechisch-römischer Stil
- Schwergewicht, damals über 87 kg Körpergewicht